# Breakthrough Listen

Телескоп Грин-Бэнк — один из радиотелескопов, используемых в проекте.

Breakthrough Listen — проект Юрия Мильнера по поиску разумной внеземной жизни во Вселенной, рассчитанный на 10 лет и с проектным бюджетом в 100 миллионов долларов. Является составной частью проекта Мильнера под названием Breakthrough Initiatives и был анонсирован одновременно с проектом Breakthrough Message. Идея признана[кем?] как наиболее всесторонняя попытка поиска внеземной разумной жизни на данный момент.

## Описание
Одна треть бюджета проекта предназначена для аренды времени наблюдения на радиотелескопах, другая треть — для исследований и развития технологий приёма. Еще треть денег пойдет для найма астрономов. В рамках проекта ожидается использование тысяч часов ежегодно на двух основных телескопах: Телескоп Грин-Бэнк (США) и Parkes Observatory (Австралия). Ранее лишь около 24-36 часов времени работы радиотелескопов уделялось поиску внеземных коммуникаций.
С начала 2016 года данный проект займет около 20% времени наблюдения на Грин-Бэнк, что обойдется в сумму около $2 млн в год. Также проект займет около четверти времени на телескопе Parkes Telescope с октября 2016 года на пять лет. Вместе два радиотелескопа покроют площадь неба в 10 раз большую, чем в предыдущих проектах, и просканируют диапазон 1-10 ГГц. Чувствительность телескопов достаточна, чтобы обнаружить среди тысячи ближайших звезд источник излучения, с мощностью, сравнимой с авиационным радаром.
Кроме наблюдений в радиодиапазоне, телескоп Automated Planet Finder Ликской обсерватории будет искать оптические сигналы от лазерных источников. Телескоп сможет обнаружить 100 Вт лазер с расстояния около 4.25 светового года.